# Katarzyna Zawidzka
Katarzyna Zawidzka (ur. 1961 w Gorzowie Wielkopolskim) – polska modelka, wielokrotna uczestniczka konkursów piękności w Polsce i na świecie, Miss Polonia 1985.

## Życiorys

### Dzieciństwo i edukacja
Katarzyna Zawidzka jest jedynym dzieckiem swoich rodziców, którzy z zawodu byli ekonomistami. Ukończyła naukę w I Liceum Ogólnokształcącym im. Tadeusza Kościuszki w Gorzowie Wielkopolskim oraz jest absolwentką Wydziału Inżynieryjno-Ekonomicznego Akademii Ekonomicznej we Wrocławiu.

### Kariera
W 1985 roku wygrała tytuł Miss Polonia, dzięki czemu reprezentowała Polskę w międzynarodowych konkursach piękności. W tymże roku została IV Wicemiss Miss International i zajęła 8. miejsce na wyborach Miss World. Była też uczestniczką wyborów Miss Universe 1985.
Przez wiele lat była modelką w Paryżu, pracowała z wieloma agencjami modowymi, takimi jak m.in. Karin Models w Paryżu, Louisa Models w Monachium, Fashion Model w Mediolanie i Next w Nowym Jorku. Jej zdjęcia ukazywały się w wielu prestiżowych magazynach, jak m.in. „Madame Figaro”, „Elle”, „Cosmopolitan” i „Vogue”.
Pracowała dla znanych domów mody, m.in. Christian Lacroix, Donna Karan i Ralph Laurent. Pozowała do zdjęć reklamowych dla Esprit, Victoria’s Secret, Cacharel, Oil of Olay i YSL.

## Życie prywatne
Wyszła za mąż za biznesmena Serga Varsano, ciotecznego siostrzeńca Zuzanny Ginczanki, z którym ma dwóch synów. Mieszkają w Paryżu.